# Stypiura rufiventris
Stypiura rufiventris is een vliesvleugelig insect uit de familie bronswespen (Chalcididae). De wetenschappelijke naam is voor het eerst geldig gepubliceerd in 1866 door Sichel.